# 雨格子の館
『雨格子の館』（あまごうしのやかた）は、2007年3月8日に日本一ソフトウェアから発売された推理アドベンチャーゲーム。

## 概要
2008年3月6日発売の廉価版は同時発売の続編『奈落の城 一柳和、2度目の受難』に合わせて『雨格子の館 一柳和、最初の受難』とタイトルが変更されており、『奈落の城』の体験版が収録されている。
本作は従来の推理アドベンチャー同様、「真犯人を特定し告発する」ことを主たる目的とするが、本作ではさらに「殺人の際に行われる『見立て』を事前に看破して殺人を阻止」することで、「より多くの人物を生き残らせる」ことをもゲームの目的とする。また「本来殺されるはずだった登場人物が生き残る」ことによってもシナリオが分岐していき、本作を特徴付けることに成功している。

## ストーリー
トラブルに対して「巻き込まれ体質」だと自負する以外、ごく一般的な大学生である主人公・一柳和は、予定していたバイトが中止となり車で帰宅しようとした際、嵐に遭い道に迷ってしまい、鬱蒼とした森の中に立つ「館」へと迷い込む。
とりあえず雨宿りさせてもらおうと館の入口を探していた和は、庭にある井戸の傍で死体を発見し慌ててその場を離れようとするが、次の瞬間（おそらく何者かに殴られたことによって）昏倒し、意識を失った。
館の応接間で目覚めた彼は、映画撮影の為に招集されたという、互いを台本の「役名」で呼び合う8人の役者たちと出会う。彼らの厚意により一夜の宿を借りることとなった彼だが、その夜、立て続けに不可解な出来事が起こる。
温室に置かれた猫の置物と「復讐」の文字。何者かにパンクさせられた車。謎の水音。
そして翌朝、役者の一人が死体となって発見された……。

## 登場人物
一柳 和（いちやなぎ なごむ）
本作の主人公。21歳。夏休みのバイト先として向かったペンションが火事で全焼してしまい、帰宅途中、道に迷って偶然「館」に辿り着く。
「巻き込まれ体質」で不幸に不幸が重なることが多い。臆病な性格でちょっとしたことで気絶してしまうほどだが、その反面、気になることがあると納得できるまで確かめずにはいられない。これ以上恐ろしいこと（殺人）に遭遇したくない、どうしてこんな恐ろしいことになったのか知りたいとの思いから、日織と共に事件の真相を突き止めようとする。
以下の登場人物は「映画撮影」のために、脚本家「帽子屋」によって招集された役者たちであり、全員が「役名」を名乗っている。また、その役名はすべて、作中の架空の小説家「高遠延二郎」著による推理小説シリーズから取られている。
日織（ひおり）
長髪に着流しという時代錯誤スタイルの青年。
第一の殺人の夜、館唯一の2人部屋を使っていたことから和と同室となり、唯一「お互いのアリバイを証明し合うことが出来る（互いを犯人ではないと知っている）」間柄となる。
斑井（まだらい）
太め体型の役者。
自慢癖があり、かなりの不平屋。暗石とは反りが合わないらしく、口を開くたび正論で言い負かされている。子供の頃から役者として活動しており、芸歴が長いことだけが自慢。
暗石（くらいし）
ベテラン大部屋俳優。
ヘビースモーカーで酒好き。新旧問わず多くの作品に出演しており、他の役者からも一目置かれている。口が悪く皮肉屋だが、面倒見のいい一面も持っている。
椿（つばき）
眼鏡をかけた執事役の青年。
「撮影中は役になりきる」という考えから、執事らしい慇懃な態度で共演者の世話役を買って出ているが、根はガサツな今時の若者で、興奮すると地が出る。眼鏡は伊達。素の状態では那須を「筋肉」と呼んで目の敵にしており、那須がとぼけたことを言うたびに突っ掛かっているが、周囲の人間（特に静奈）からは漫才だと思われている。
那須（なす）
がっしりとした体つきの役者。
身体を動かしていないと落ち着かないらしく、休憩時間にも身体を鍛えているほど。身体能力など様々な面が常人離れしているが自覚がなく、そのせいもあって誰と話していても微妙に話が噛み合っていないが、事件によって重くなりがちな場の雰囲気を底抜けの明るさで和ませている。
PlayStation Portable版では彼をメインにしたおまけシナリオが追加されており、常人離れというよりもはや人間離れしていると言えるほどの描写がされている。
御陵（みささぎ）
主に地方で活躍している舞台女優。
落ち着いた大人の女性に見えるが、良家のお嬢様らしくかなりの世間知らずで、おっとりとした天然ボケタイプ。
静奈（しずな）
不思議な雰囲気を持った双子の姉。
無名だが演技力は天才的。しかし、妹の鈴奈いわく演技以外のことはさっぱりらしい。ミステリやマニアックな物が好きで、ぼんやりしているように見えるが洞察力に優れており、温室に置かれた猫の置物の意味について真っ先に気付いている。
鈴奈（すずな）
少々口が悪いが人当たりの良い双子の妹。主に姉のフォロー役。
話の本筋とは関係ないが大きな秘密を抱えており、信頼度が高い状態で正しく危険を勧告すると和にその秘密を打ち明ける。
南雲（なぐも）
一人だけ現れない9人目の役者。滝プロという芸能事務所に所属している役者らしい。
ルロイ
事件が発生した館の元の所有者だった男。中世ヨーロッパの貴族で、黒魔術を使うという伝説がある。日本でも（特にオカルトマニアに）彼の存在は知られており、その生涯は舞台化までされた。
シリーズ2作目『奈落の城』では登場人物の一人と密接な関わりがある。

## 備考
- 予約・早期購入特典として、初回出荷分にはミニサウンドトラックCDが付属していた。
- 購入者向け企画として、ゲーム内（2周目）で提示されるキーワードから謎を解き、封入葉書に答えを記入して応募すると抽選でプレゼントが当たるキャンペーンを、2007年6月末日まで開催していた。
- 公式サイトでの開発者インタビューでは売れ行きが良ければ一柳和を主人公としてシリーズ化する構想が存在するとの発言があったが、2007年12月に続編『奈落の城 一柳和、2度目の受難』の発売が発表された。

## 漫画化
作画・奥野十香。『月刊コミックブレイドアヴァルス』（マッグガーデン）2008年11月号（10月15日発売）に予告として第1話が掲載され、以降は書き下ろし。全8話。単行本全2巻。
単行本
1. 2009年1月10日 初版 ISBN 978-4-8612-7582-1
2. 2009年7月10日 初版 ISBN 978-4-8612-7633-0